# Anton Reicha
Anton Reicha (Praga, 26 de fevereiro de 1770 – Paris, 28 de maio de 1836) foi um compositor e teórico da música francês.

## Vida
Nascido na República Tcheca, educado na Bavária e posteriormente naturalizado. Um amigo contemporâneo e de longa data de Beethoven, ele é agora mais lembrado por suas contribuições iniciais substanciais para a literatura do quinteto de sopros e seu papel como professor de alunos, incluindo Franz Liszt, Hector Berlioz e César Franck. Ele também era um teórico talentoso, e escreveu vários tratados sobre vários aspectos da composição. Alguns de seus trabalhos teóricos trataram de métodos experimentais de composição, que aplicou em uma variedade de obras, como fugas e études para piano e quarteto de cordas.
Nenhuma das ideias avançadas que ele defendeu nas mais radicais de suas músicas e escritos, como polirritmia, politonalidade e música microtonal, foi aceita ou empregada por outros compositores do século XIX. Devido à falta de vontade de Reicha em ter sua música publicada (como Michael Haydn antes dele), ele caiu na obscuridade logo após sua morte e sua vida e obra ainda precisam ser intensamente estudadas.

## Gravações notáveis
- Complete Wind Quintets (1990). The Albert Schweitzer Quintet. 10 CDs, CPO, 9992502[5]
- Complete Wind Quintets: The Westwood Wind Quintet. 12 CDs, Crystal Records, CD260[6]
- 36 Fugues Op. 36 (1991–1992). Tiny Wirtz (piano). 2 CDs, CPO 999 065-2[7]
- 36 Fugues (2006). Jaroslav Tůma (fortepiano Anton Walter, 1790). 2 CDs, ARTA F101462[8]
- Complete Symphonies (2011). Ondřej Kukal conducting Prague Radio Symphony Orchestra. 2 CDs, Radioservis, CR0572-2[9]
- Reicha Rediscovered, Volume 1 (2017). Ivan Ilić (piano). 1 CD, CHAN 10950[10]
- Reicha Rediscovered, Volume 2, Études dans le genre Fugué, Op.97 Nos 1-13 (2018). Ivan Ilić (piano). 1 CD, CHAN 20033[11]
- Reicha Rediscovered, Volume 3, L'Art de varier ou 57 variations pour le piano, Op. 57 (2021). Ivan Ilić (piano). 1 CD, CHAN 20194[12]

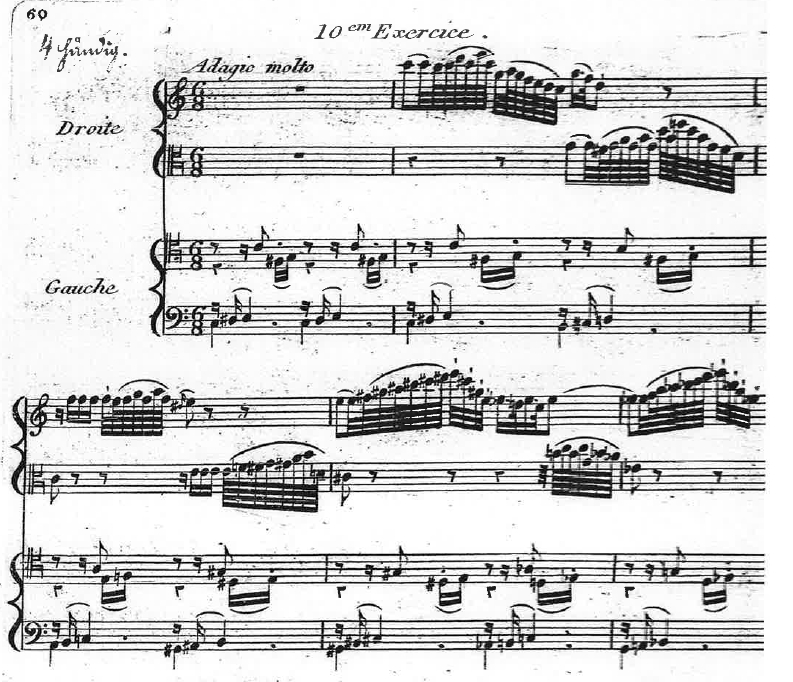
O último exercício de piano da Op. De Reicha. 30, com duas pautas musicais para cada mão e quatro claves diferentes

## Escritos
Os principais trabalhos teóricos e pedagógicos de Reicha incluem o seguinte:
- Practische Beispiele: ein Beitrag zur Geistescultur des Tonsetzers... begleitet mit philosophisch-practischen Anmerkungen (1803), uma obra didática que inclui 25 exercícios de leitura à primeira vista de extrema dificuldade, alguns dos quais foram posteriormente publicados separadamente ou em coleções como a 36 fugues. Os exercícios são divididos em três grupos: um para polirritmia, um para politonalidade e um que incluía exercícios escritos em quatro pautas e, portanto, requeria conhecimento das claves contralto e tenor.
- Traité de mélodie (Paris, 1814), sobre melodia, traduzido para o alemão por Czerny
- Cours de composition musicale, ou Traité complet et raisonné d'harmonie pratique (1818), sobre composição, traduzido para o alemão por Czerny (do capítulo 9 das Cartas de Czerny a uma jovem senhora: "Minha visão era apenas para lhe dar uma ideia geral de Harmony ou Thorough Bass, e quando você começar a estudá-lo de maneira regular - e eu ouço com prazer que você está prestes a fazê-lo, e que seu digno professor selecionou para esse propósito o excelente Tratado sobre Harmonia de Reicha... ").
- Traité de haute composition musicale (2 vols. 1824-1826), traduzido para o alemão por Czerny por volta de 1835. Nesse tratado tardio Reicha expressou algumas de suas ideias mais ousadas, como o uso de quartos de tom e música folclórica (que era quase completamente negligenciado na época). Um artigo neste tratado trata do problema da resolução irregular de acordes dissonantes, formulando uma lei simples para seu emprego bem-sucedido; este artigo foi tão inovador e celebrado, que foi publicado sozinho no passado e no presente, sendo a última tradução em inglês a de Lorenzo MA Giorgi (Uma nova teoria para a resolução de discórdias, segundo o Sistema Musical Moderno, 2017).
- L'art du compositeur dramatique (4 vols., 1833), sobre a escrita da ópera. Fornece uma conta exaustiva de técnicas contemporâneas de performance e é complementado com exemplos de óperas do próprio Reicha.

Além desses, existem vários textos menores dele. Isso inclui um esboço do sistema de Reicha para escrever fugas, Über das neue Fugensystem (publicado como um prefácio à edição de 1805 de 36 fugas ), Sur la musique comme art purement sentimental (antes de 1814, literalmente "Na música como uma arte puramente emocional"), Petit traité d'harmonie pratique à 2 parties (c. 1814, um pequeno "tratado prático" sobre harmonia), uma série de artigos e o poema An Joseph Haydn, publicado no prefácio de 36 fugues (que foram dedicadas a Haydn).